# Chileobryon
Chileobryon là một chi rêu trong họ Leskeaceae.